# James Dewar
James Dewar FRS (Kincardine, 20 de setembro de 1842 — Londres, 27 de março de 1923) foi um físico-químico escocês.
A invenção da garrafa térmica ou termo é-lhe atribuída.

## Publicações selecionadas
- George Downing Liveing; James Dewar (1915). Collected Papers on Spectroscopy. [S.l.]: University press. Collected Papers on Spectroscopy., G. D. Living e J. Dewar, Cambridge University Press, 1915

- Pippard, Brian. 1993. “Siegfried Ruhemann (1859-1943), F.R.S. 1914-1923.” Notes and Records of the Royal Society of London 47 (2): 271–76.
- Rowlinson, Sir J. S. 2012. Sir James Dewar, 1842–1923: A Ruthless Chemist. Ashgate Publishing, Ltd.

## Honras e premiações
- 1894 - Medalha Rumford[1]
- 1899 - Medalha Hodgkins[2]
- 1904 - Medalha Lavoisier (SCF)[3]
- 1906 - Medalha Matteucci[4]
- 1908 - Medalha Albert
- 1909 - Medalha Davy[5]
- 1916 - Medalha Copley[6]
- 1919 - Medalha Franklin[7]